# Toleranzkirche (Humpolec)

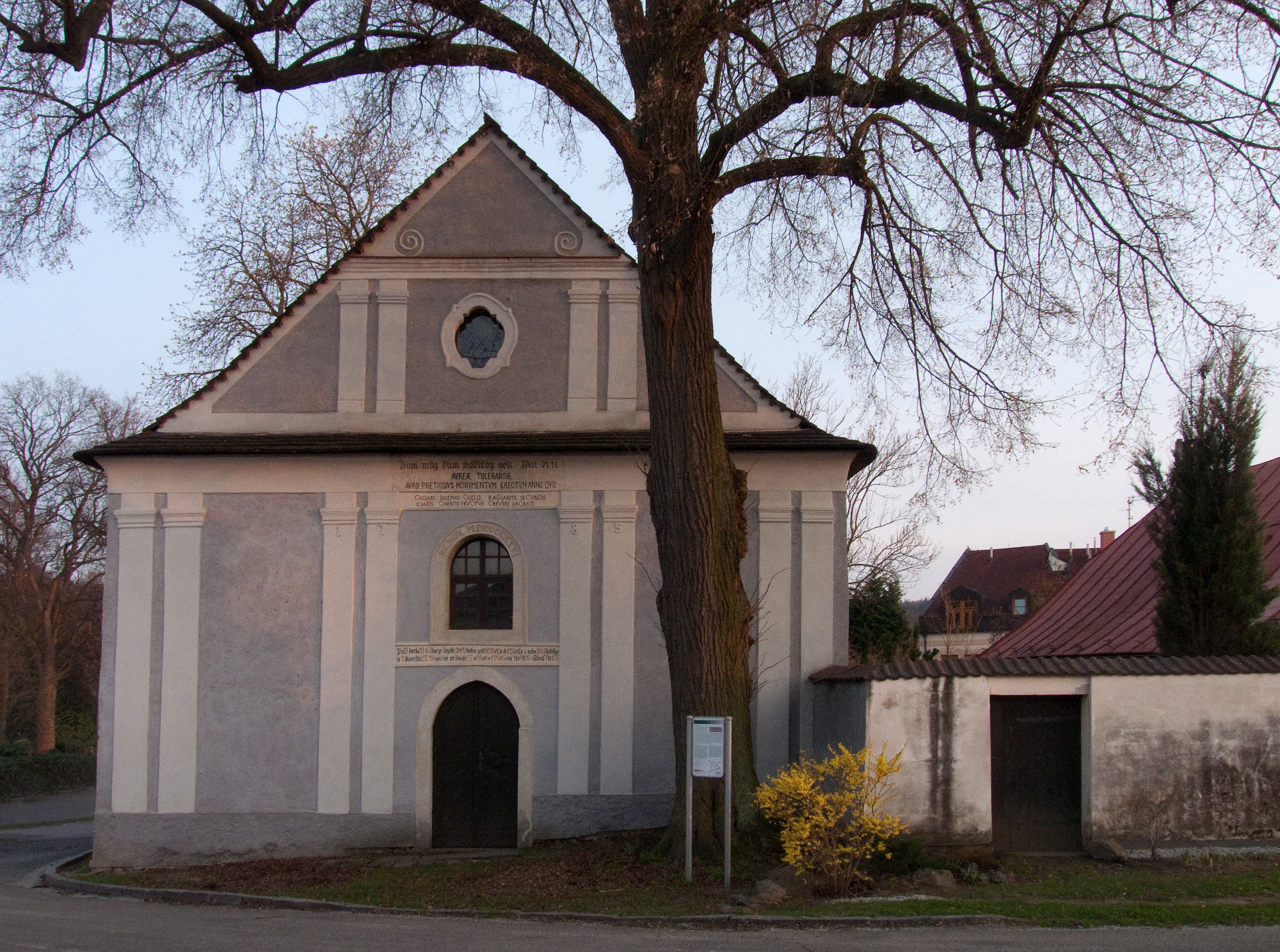
Toleranzkirche Humpolec

Die Toleranzkirche (tschechisch: Toleranční kostel) ist ein evangelischer Kirchenbau in Humpolec (deutsch Humpoletz), einer Stadt in Tschechien am Nordwestrand der Böhmisch-Mährischen Höhe.

## Geschichte
Mit dem Erlass des josephinischen Toleranzpatents von 1781 erhielt Humpoletz die Erlaubnis zur Gründung einer evangelischen Gemeinde. Der Grundstein zum Bau einer eigenen Kirche, einer der sogenannten Toleranzkirchen, erfolgte am 18. Mai 1785. Verstoße gegen die strikten Vorgaben für den Bau einer Toleranzkirche, die nach außen das Aussehen eines Profanbaus aufweisen musste, führten jedoch am 26. August 1785 zu Revisionen, denen zufolge die rundbogig angelegten Fenster zu einer Rechteckform geändert werden mussten. Die Einweihung der Kirche fand am 9. Oktober 1785 statt. Erst mit dem Erlass des Protestantenpatents von Kaiser Franz Joseph I. konnten daher die Rundbogenfenster wiederhergestellt werden. Gleichzeitig erhielt die Kirche eine klassizistisch mit Pilastern gegliederte Fassade mit dem neuangelegten Haupteingang, über dem die Inschrift angeordnet wurde: Pod berlou císaře Josefa II. Zaskvělo se světlo z nebe vysokého, že i staré skály přinášely ovoce svěcené Kristu Spasiteli. („Unter dem Zepter Kaiser Josephs II. leuchtete das Licht vom hohen Himmel, dass sogar die alten Felsen Früchte trugen, die Christus dem Erlöser geweiht waren.“)
Nachdem in Humpoletz 1862 eine neue evangelische Kirche gebaut wurde, diente die frühere Toleranzkirche zunächst als Begräbniskirche, um dann bis 1961 der Gemeinde der Tschechoslowakischen Hussitischen Kirche als Gottesdienstraum zu dienen. Seit 2012 ist der Kirchenbau Teil des unmittelbar benachbarten Freilichtmuseums Zichpil.

## Architektur und Ausstattung
Die Toleranzkirche ist als einfache Saalkirche mit halbrunder Apsis errichtet. Der von einer hölzernen Flachdecke geschlossene Innenraum hat seine ursprüngliche Ausstattung mit Altar, Kanzel, Gestühl und Empore bewahrt.